# Estación Mandacarú
La Estación Mandacarú es una de las estaciones del Sistema de Trenes Urbanos de João Pessoa, situada en João Pessoa, entre la Estación João Pessoa y la Estación Renascer.
Atiende a todo el barrio de Mandacaru.